# Bothus ocellatus
Bothus ocellatus es una especie de pez de la familia Bothidae en el orden de los Pleuronectiformes. Habitan principalmente en los océanos Pacífico, Índico y Atlántico. 

## Hábitat
Es un pez de mar.

## Morfología
Pueden llegar alcanzar los 18 cm de longitud total.

## Distribución geográfica
Se encuentra desde las  costas del Canadá hasta  Nueva York y Bermuda, y desde el norte del Golfo de México hasta el sur del Brasil.